# Frans Geurtsen
Frans Geurtsen (Utrecht, 17 de marzo de 1942-Alkmaar, 12 de diciembre de 2015) fue un futbolista neerlandés de los años 60, que ocupó en la posición de delantero.

## Carrera deportiva
Geurtsen empezó su carrera profesional en el club de su ciudad Velox, consiguiendo la promoción a la Eerste Divisie en 1962. Jugó con el Utrecht XI en la Copa de Ferias 1962-63, marcando dos goles contra el Tasmania Berlín. Firmó con el DWS de Ámsterdam en verano de 1963, y fue el pichichi de la Eredivisie en las temporadas 1963–64 y 1964–65. También consiguió el título de la Eredivisie con el DWS en 1964.
Realizó su debut en la selección orange en octubre de 1964 en la Clasificación para la Copa Mundial de Fútbol de 1966 contra Albania, marcando un gol.
Una lesión en el tendón de Aquiles truncó su carrera y se tuvo que retirar en 1971 a la edad de 29 años. Después de retirarse, Geurtsen trabajó como técnico y entrenador amateur en Holanda Septentrional.

## Trayectoria

### Primera División
| Equipo | Temporadas | Partidos | Goles | Promedio |
| ------ | ---------- | -------- | ----- | -------- |
| Velox  | 1960-1963  |          |       |          |
| DWS    | 1963–1971  | 190      | 94    | 0.49     |

### Partidos internacionales
| N. | Fecha                 | Campo                                | Rival   | Gol | Resultado | Competición                                          |
| -- | --------------------- | ------------------------------------ | ------- | --- | --------- | ---------------------------------------------------- |
| 1. | 25 de octubre de 1964 | Qemal Stafa Stadium, Tirana, Albania | Albania | 2–0 | 2–0       | Clasificación para la Copa Mundial de Fútbol de 1966 |